# Бакърдере
Бакърдере е река в Южна България – Област Хасково, общини Харманли и Любимец, ляв приток на река Марица. Дължината ѝ е 23 km. Отводнява част от югозападните склонове на Сакар планина.
Бакърдере извира под името Голямата река на 619 m н.в. в Сакар планина на 1,8 km североизточно от с. Черепово, Община Харманли. Тече в южна посока в тясна, на места проломна долина (защитената местност „Бакърлия“). След село Йерусалимово долината ѝ се разширява и под името Йерусалимовска река се влива отляво в река Марица на 64 m н.в., на 1 km североизточно от град Любимец.
Площта на водосборния басейн на реката е 85 km2, което представлява 0,16% от водосборния басейн на Марица.
Основни притоци: → ляв приток, ← десен приток
- → Изворска река
- → Козулийско дере
- → Сулюгьолджук

Реката е с основно дъждовно подхранване, като максимумът е в периода декември-май.
По течението на реката няма населени места.
Водите на реката се използват за напояване – язовир „Иваново“.
На протежение от 5,5 km, между град Любимец и село Йерусалимово преминава участък от Републикански път III-809 от Държавната пътна мрежа Любимец – Голямата звезда.

## Топографска карта
- Лист от карта K-35-65. Мащаб: 1 : 100 000.
- Лист от карта K-35-77. Мащаб: 1 : 100 000.